# Паскуале Буонокоре
Паскуале Буонокоре (італ. Pasquale Buonocore, 17 травня 1916 — 1 вересня 2003) — італійський ватерполіст.
Олімпійський чемпіон 1948 року.